# Zasławski

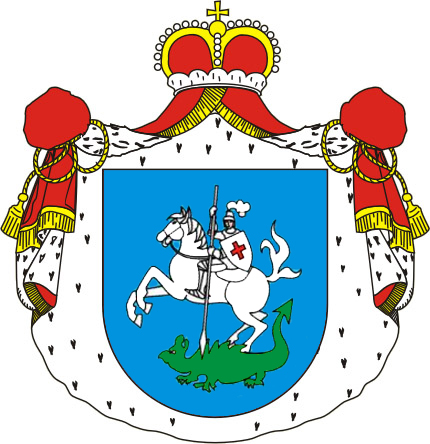
Das Adelswappen der Fürstenfamilie von Zasławski, Wappengemeinschaft Pogoń Ruska

Zasławski ist der Name eines polnischen Hochadelsgeschlechts ruthenischer Herkunft, die weibliche Form des Namens lautet Zasławska.

## Geschichte
Die Zasławskis waren ein Bojarengeschlecht aus dem Großfürstentum Litauen und gehörten der Wappengemeinschaft Pogoń Ruska an. Sie entstammen einer Seitenlinie der Rurikiden aus der Region um Pinsk. Vom 16. Jahrhundert waren sie eines der Magnatengeschlechter Polen-Litauens und familiär mit anderen Fürstengeschlechtern, den Ostrogski und Czetwertyński, verbunden. Die Zasławskis starben im Mannesstamm im 18. Jahrhundert aus.

## Familienmitglieder
- Władysław Dominik Zasławski (1618–1656)